# Kościół Świętych Apostołów Piotra i Pawła w Skarżysku-Kamiennej
Kościół Świętych Apostołów Piotra i Pawła w Skarżysku-Kamiennej – rzymskokatolicki kościół parafialny należący do parafii pod tym samym wezwaniem (dekanat skarżyski diecezji radomskiej).
Jest to świątynia zaprojektowana przez architekta Jana Wołczyńskiego i wzniesiona w latach 1983–1985 dzięki ofiarności mieszkańców wsi Pogorzałe, dzięki staraniom księdza Zbigniewa Kowalczyka i księdza Andrzeja Zaparta. Kościół został poświęcony w dniu 29 czerwca 1985 roku przez biskupa Stanisława Sygneta. Świątynia została wybudowana z czerwonej cegły.